# Eisenbahnunfall von Vranduk
Beim Eisenbahnunfall von Vranduk geriet am Sonntag, dem 14. Februar 1971, ein Personenzug in einem Tunnel bei Vranduk, Bosnien-Herzegowina (damals: Jugoslawien), in Brand. 33 Menschen kamen ums Leben.

## Ausgangslage

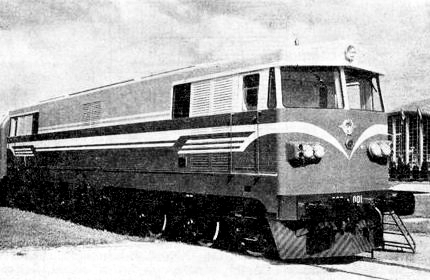
Lokomotive der Baureihe, wie sie im Tunnel in Brand geriet

Auf der in diesem Abschnitt damals noch eingleisigen Bahnstrecke Šamac–Sarajevo befand sich bei Vranduk ein 1.532 m langer Tunnel, der längste der Strecke. Damit unterfuhr die Bahnstrecke einen Bergrücken, den eine Schleife der Bosna umfloss.
Der Nahverkehrszug 820 war an diesem Sonntag auf der Strecke von Žepče nach Zenica mit nur etwa 200 Reisenden unterwegs. An Werktagen beförderte er gewöhnlich um die 1.500 Arbeiter und Schüler. Er bestand aus einer dieselelektrischen Lokomotive der Baureihe 662 aus dem Bahnbetriebswerk Sarajevo, die neun Personenwagen zog. Die Lokomotive war mit zwei Tonnen Dieselkraftstoff betankt. Spontane Verpuffungen in Maschinen dieser Baureihe kamen mehrfach vor. Aus gleicher Ursache brannte eine Lokomotive in Crvenka einige Jahre später aus.

## Unfallhergang
In dem Tunnel geriet die Lokomotive nach einer Verpuffung in Brand. Der Zug kam 300 Meter vor dem Ende des Tunnels zum Stehen. Die Lokomotivmannschaft versuchte, das Feuer zu löschen, was aber nicht gelang. Den Reisenden fiel zunächst nichts auf, da es auf der eingleisigen Strecke hin und wieder zu Halten kam, wenn ein Gegenzug noch nicht in den nächsten Bahnhof eingefahren war. Erst als der Schaffner durch den Zug lief und zum Verlassen aufforderte, merkten die Reisenden, was sich ereignete. Die Evakuierung war nur gegen die Fahrtrichtung möglich, da die Lokomotive an der Spitze des Zuges in Flammen stand, ein Weg von weit über einem Kilometer durch den Tunnel zurück. Viele Reisende weigerten sich deshalb anfangs, den Zug zu verlassen. Das Feuer griff auf die Personenwagen des Zuges über und auch der Dieseltreibstoff der Lokomotive entzündete sich. Eine Panik entstand. Zahlreiche Reisende erlitten eine Rauchvergiftung. Die Hitze des Brandes war so groß, dass Schienen teilweise schmolzen oder sich bis zur Decke des Tunnels verbogen.

## Folgen
33 Menschen starben, 117 weitere wurden verletzt. Die Lokomotive und die Wagen wurden vollständig zerstört.